# Narycia apochroa
Narycia apochroa är en fjärilsart som beskrevs av Edward Meyrick 1893. Narycia apochroa ingår i släktet Narycia och familjen säckspinnare. Inga underarter finns listade i Catalogue of Life.